# Donna de Varona
Donna Elizabeth de Varona (San Diego (Californië), 26 april 1947) is een Amerikaanse zwemster.

## Biografie
De Varona won tijdens de Olympische Zomerspelen van 1964 de gouden medaille op de 400m wisselslag en de 4×100 meter vrije slag in een wereldrecord. Op de 100m vlinderslag werd zij vijfde.
De Varona zwom wereldreccords op de 400m wisselslag en 100m rugslag.

## Internationale toernooien
| Jaar | Olympische Spelen                                         | Pan-Amerikaanse Spelen                |
| ---- | --------------------------------------------------------- | ------------------------------------- |
| 1960 | 1e 4×100m vrije slag (series)                             |                                       |
| 1961 |                                                           |                                       |
| 1962 |                                                           |                                       |
| 1963 |                                                           | 4×100m wisselslag · 4×100m vrije slag |
| 1964 | 400m wisselslag · 5e 100m vlinderslag · 4×100m vrije slag |                                       |

1964: Donna de Varona ·
1968: Claudia Kolb ·
1972: Gail Neall ·
1976: Ulrike Tauber ·
1980: Petra Schneider ·
1984: Tracy Caulkins ·
1988: Janet Evans ·
1992: Krisztina Egerszegi ·
1996: Michelle Smith ·
2000: Jana Klotsjkova ·
2004: Jana Klotsjkova ·
2008: Stephanie Rice ·
2012: Ye Shiwen ·
2016: Katinka Hosszú ·
2020: Yui Ohashi ·
2024: Summer McIntosh
1912: Moore, Fletcher, Speirs, Steer ·
1920: Woodbridge, Schroth, Guest, Bleibtrey ·
1924: Donnelly, Ederle, Lackie, Wehselau ·
1928: Lambert, Osipowich, Saville, Norelius ·
1932: Johns, Saville, McKim, Madison ·
1936: Selbach, Wagner, den Ouden, Mastenbroek ·
1948: Corridon, Kalama, Helser, Curtis ·
1952: I. Novák, Temes, É. Novák, Szőke ·
1956: Fraser, Leech, Morgan, Crapp ·
1960: Spillane, Stobs, Wood, von Saltza ·
1964: Stouder, de Varona, Watson, Ellis ·
1968: Barkman, Gustavson, Pedersen, Henne ·
1972: Babashoff, Barkman, Kemp, Neilson ·
1976: Peyton, Sterkel, Babashoff, Boglioli ·
1980: Krause, Metschuck, Diers, Hülsenbeck ·
1984: Johnson, Steinseifer, Torres, Hogshead ·
1988: Otto, Meißner, Hunger, Stellmach ·
1992: Haislett, Martino, Thompson, Torres ·
1996: Martino, Van Dyken, Fox, Thompson ·
2000: Van Dyken, Shealy, Thompson, Torres ·
2004: Mills, Lenton, Thomas, Henry ·
2008: Dekker, Kromowidjojo, Heemskerk, Veldhuis ·
2012: Coutts, C. Campbell, Elmslie, Schlanger ·
2016: McKeon, Elmslie, B. Campbell, C. Campbell ·
2020: B. Campbell, Harris, McKeon, C. Campbell ·
2024: O'Callaghan, Jack, McKeon, Harris
- International Standard Name Identifier: 0000 0000 2730 5497
- Library of Congress Control Number: n88038304
- Virtual International Authority File: 58158020
- WorldCat: E39PBJtCFwqwpMDWFWqmDYdYT3